# (100572) 1997 HJ2
(100572) 1997 HJ2 es un asteroide perteneciente al cinturón de asteroides, descubierto el 29 de abril de 1997 por el equipo del Spacewatch desde el Observatorio Nacional de Kitt Peak, Arizona, Estados Unidos.

## Designación y nombre
Designado provisionalmente como 1997 HJ2.

## Características orbitales
1997 HJ2 está situado a una distancia media del Sol de 2,707 ua, pudiendo alejarse hasta 2,986 ua y acercarse hasta 2,428 ua. Su excentricidad es 0,103 y la inclinación orbital 4,616 grados. Emplea 1626,87 días en completar una órbita alrededor del Sol.

## Características físicas
La magnitud absoluta de 1997 HJ2 es 15,9. Tiene 3 km de diámetro y su albedo se estima en 0,133.